# Алис, Франсис
Франсис Алис (род. 1959) — бельгийский художник-перформансист, лауреат премии Винсента в 2008 году.

## Биография
Родился в 1959 году, в Антверпене, в семье судьи. С 1978 по 1983 году изучал архитектуру в Архитектурном институте в Турне, а с 1983 по 1986 годы учился в венецианской Высшей школе архитектуры по направлению «градостроительство». В 1986 году переехал в Мехико, где начал свою карьеру художника. В 2013 году служил в качестве военного художника в британской оперативной группе Helmand.

## Творчество
Алиса интересуют темы, связанные с напряженностью между политикой и этикой, индивидуальным действием и массовым сознанием. Его проекты имеют яркий социальный характер, художник часто обращается к темам переосмысления общественного пространства. Многие работы Алиса обладают пессимистичной окраской, он обращает внимание зрителя на невероятные усилия современного человека, растраченные на бесполезные действия, на неизменное разочарование в погоне за смыслом.
Художник работает во многих жанрах: от живописи и рисунка до хеппенинга и фотографии. Некоторые акции художника предполагают фотодокументацию и фиксацию в форме записей, зарисовок, видеосюжетов и анимации.

## Известные проекты
- 2002 год — проект «Когда вера сдвигает горы». В дюнах Лимы художник выстроил в одну линию 500 добровольцев с лопатами и попросил их продвигаться вперед, с каждым шагом пересыпая песок с одной стороны дюны на другую. Через несколько часов шеренга изменила существующий геологический ландшафт Лимы, сместив дюну на несколько сантиметров[7].
- 2014 год — проект в рамках биеннале Манифеста 10. На старом автомобиле Лада «Копейка» Франсис Алис в компании своего брата осуществил своё когда-то сорвавшееся путешествие из Брюсселя в Санкт-Петербург. Финалом проекта стала авария в Большом дворе Зимнего Дворца, где, по словам художника, вместе с машиной были разбиты и фантазии юности. «Это настоящая история двух людей, привлеченных Советским Союзом. Мы жили в буржуазном мире. Нам хотелось увидеть альтернативный мир. Мы не были с ним знакомы, лишь абстрактно. У нас было идеалистическое представление. Тридцать лет спустя я напомнил своему брату о нашем путешествии и предложил снова отправиться в Петербург, чтобы освободиться от этих иллюзий, от всех иллюзий нашего детства», — рассказывает художник Франсис Алис[8].

## Персональные выставки
Персональные выставки Алиса прошли в Музее современного искусства в Нью-Йорке (2011), в галерее «Тейт» в Лондоне, в центре современного искусства «Вильс» в Брюсселе (обе — 2010), в музее Шаулагер в Базеле (2006), в Мартин-Гропиус-Бау в Берлине (2004), в Национальном музее Центра искусств королевы Софии в Мадриде (2002) и т. д. Принимал участие во многих коллективных выставках, таких, как dOCUMENTA (13) (2012), Венецианская бьеннале (2007, 2001, 1999), бьеннале в Сан-Паулу (2010, 1998) и 3-я бьеннале стран Латинской Америки в Лиме (Перу, 2002).